# Республика Свеллендам
Республика Свеллендам (нидерл. Republik Swellendam) — бурская республика, существовавшая с июня по ноябрь 1795 года на территории современной ЮАР.

## История
Свеллендам основан 17 июня 1795 году голландскими поселенцами во главе с Петрусом Дельпортом. Республика была основана как ответная реакция на республику Граафф-Рейнет, а также по причине разногласий с голландском Ост-Индской компанией, управляющей голландской колонией на материке. Когда англичане в 1795 году аннексировали голландскую капскую колонию это положило конец свеллендамской государственности.